# Furö
Furö (lokal auch Furön genannt) ist eine etwa 94 ha große schwedische Insel vor der Küste Smålands, etwa 9,3 km vor Oskarshamn in der Ostsee. Die unbewohnte Insel ist als Naturschutzgebiet klassifiziert. Eine gleichnamige Insel liegt im Bohuslän. 

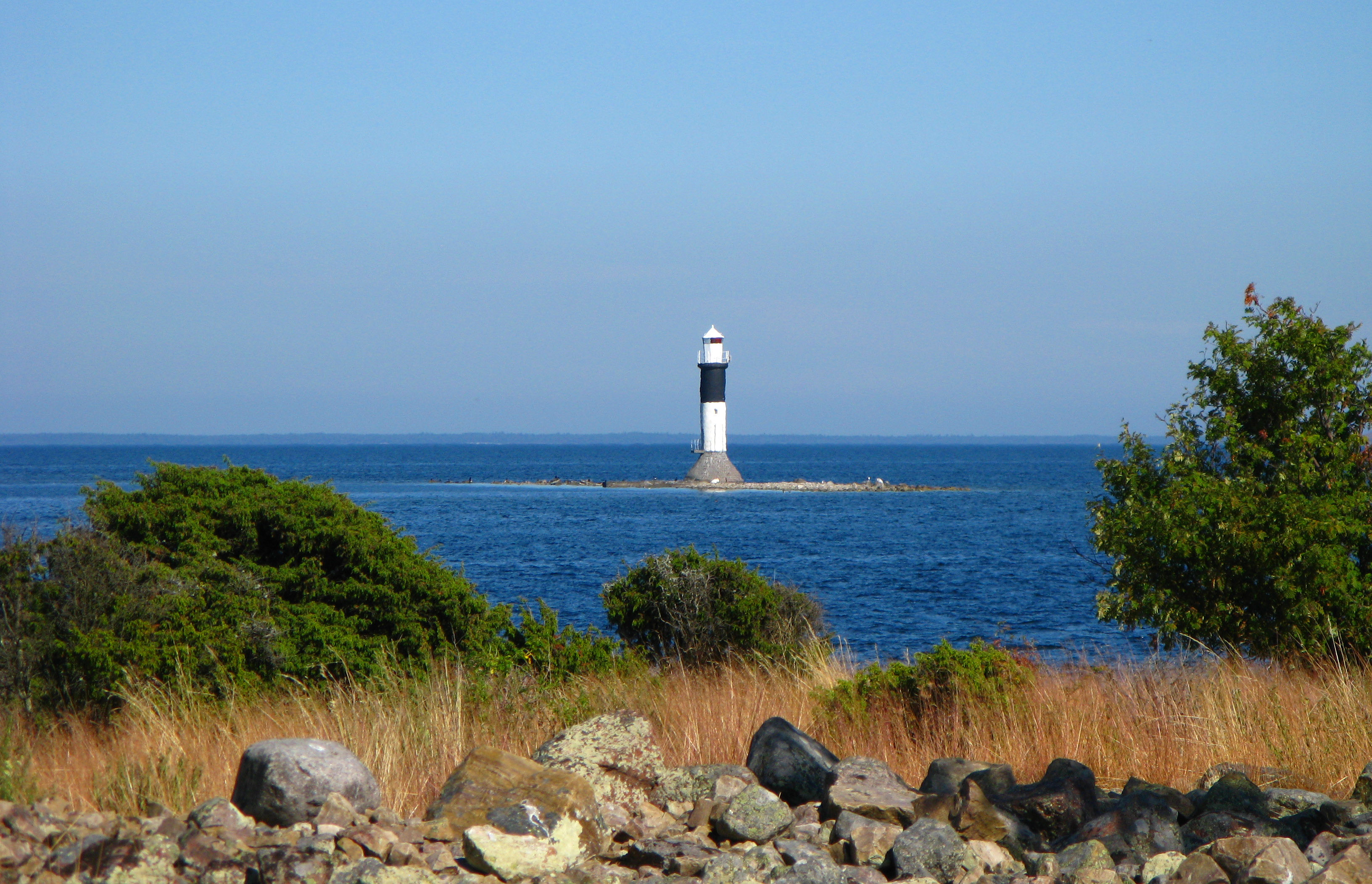
Leuchtturm Finnrevet

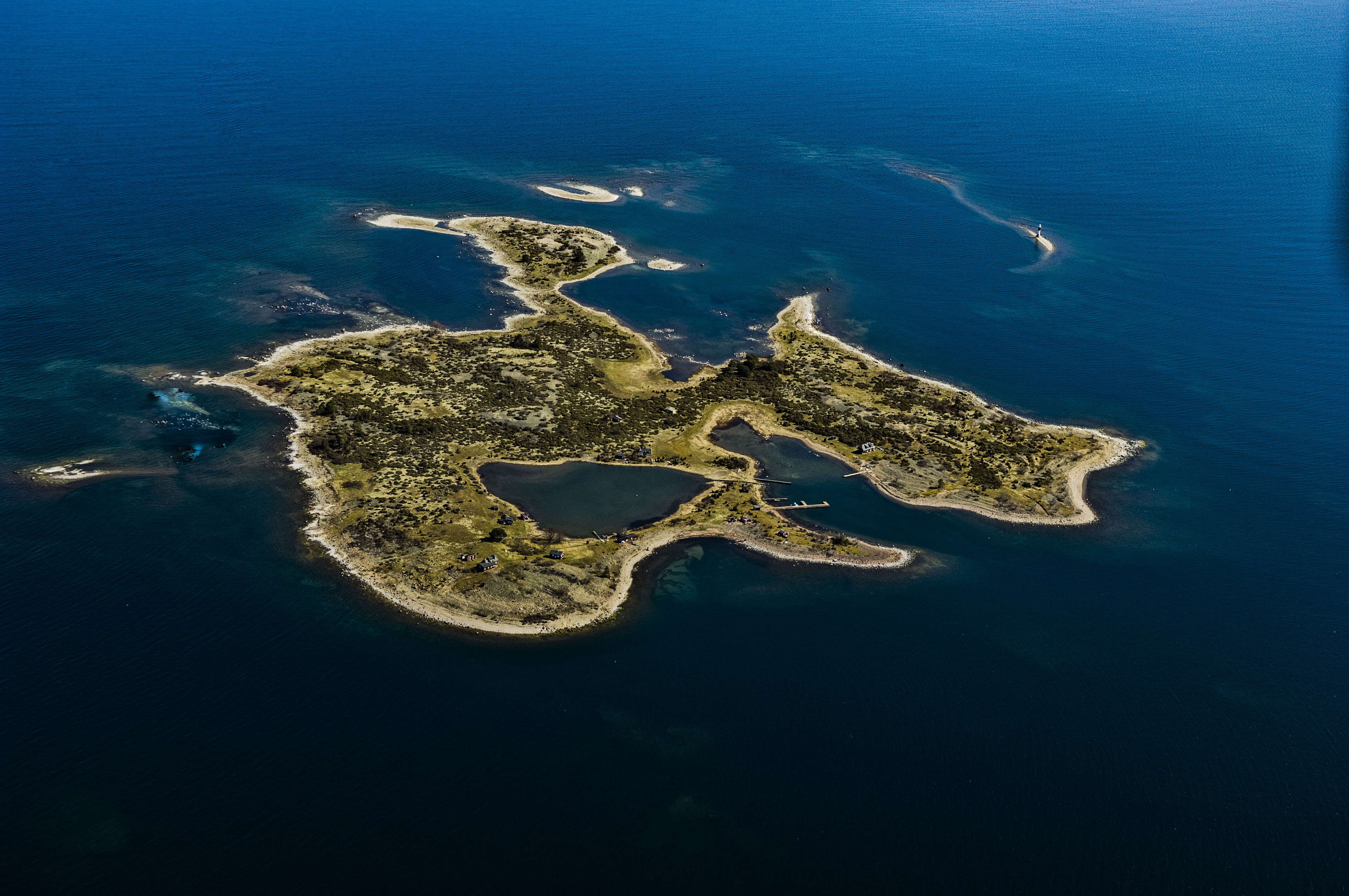
Luftbild von Furö

Furö hat eine Länge von etwa 1100 Metern und eine Breite von 860 Metern. Die Insel hat eine maximale Höhe von etwas mehr als fünf Metern. Die Küsten sind stark zergliedert. Die westliche Bucht dient heute als Inselhafen. Sie trennt die Südinsel von ihren nördlichen Teilen. Früher wurde auch die östliche Bucht Furös als Hafen genutzt.
Geologisch gehört die Insel zum Sandstein- und Moränen-Archipel der Gemeinde Oskarshamn (Oskarshamn-Inseln). Das macht Furö und Runnö im Süden zu einem geologisch seltenen Element im Oskarshamn-Archipel, der ansonsten aus Felsaufschlüssen aus Granit besteht.
Man nimmt an, dass die Insel während der späten Eisenzeit ein Ort für Saisonfischer war. Auf der Insel wurden einige Rösen und eine Steinsetzung gefunden. Darüber hinaus gibt es eine Anzahl von Hausgrundrissen. Die Radiocarbonmethode lieferte Daten von 580 n. Chr. Aus Dokumenten geht hervor, dass Furö im 16. Jahrhundert Fischereihafen war.
Im Jahr 1874 kaufte der Staat den nordwestlichen Teil von Furö, um einen kombinierten Leuchtturm- und Lotsenstandort zu errichten. 1911 wurde der Leuchtturm automatisiert. 1921 wurde in Finnrevet im Südosten ein moderner Leuchtturm errichtet. Der ursprüngliche Leuchtturm und das Lotsengebäude brannten 1932 nieder.
Von den 1930er bis in die 1950er Jahre wurde auf Furö (in Södra Ö) Sandstein gebrochen. Der quarzreiche Sandstein wurde zur Herstellung von feuerfesten Steinen verwendet.
In der Umgebung des Leuchtturms Finnrevet liegen mehrere Wracks.